# Cryptoblepharus xenikos
Cryptoblepharus xenikos (транс-флайський змієокий сцинк) — вид сцинкоподібних ящірок родини сцинкових (Scincidae). Ендемік Папуа Нової Гвінеї.

## Поширення і екологія
Транс-флайські змієокі сцинки мешкають в регіоні Транс-Флай на півдні Нової Гвінеї. Вони живуть в рідколіссях і саванах.